# The Chaos Chapter: Freeze
The Chaos Chapter: Freeze è il terzo album in studio della boy band sudcoreana TXT, pubblicato il 31 maggio 2021.
Il 17 agosto 2021 è stata pubblicata la riedizione del disco, The Chaos Chapter: Fight or Escape, con 11 tracce totali, tra cui il nuovo apripista Lo$er=Lover.

## Tracce
1. Anti-Romantic – 3:35 (Alex Hope, Salem Ilese, Slow Rabbit, "Hitman" Bang, Danke, Song Jae-kyung)
2. 0X1=Lovesong (I Know I Love You) (feat. Seori) – 3:22 (Slow Rabbit, RM, Derek "Mod Sun" Smith, Andrew Migliore, Melanie Joy Fontana, "Hitman" Bang, Danke, Will Simms, Gabriel Brandes, Matt Thomson, Max Lynedoch Graham)
3. Magic – 2:40 (Olly Murs, Sarah Blanchard, Richard Boardman, Pablo Bowman, Anders Froen, Aaron Hibell)
4. Ice Cream (소악행) – 3:23 (Jacob Attwooll, Tristan Landymore, Frederick Cox, Conrad Sewell, Danke, "Hitman" Bang, Lee Seu-ran, Stella Jang, Soobin, Cho Yoon-kyung)
5. What If I Had Been That Puma (밸런스 게임) – 3:33 (Ebenezer, Magnus, Yeonjun, Danke, "Hitman" Bang, Taehyun, Cho Yoon-kyung, Beomgyu, 1월8일, Lutra, Kim In-hyung)
6. No Rules – 3:06 (Gavin Jones, Olof Lindskog, Ryan Lawrie, Lee Seu-ran, Yeonjun, Danke, Hueningkai, Beomgyu, "Hitman" Bang, Taehyun, Cho Yoon-kyung, 1월8일)
7. Dear Sputnik (디어 스푸트니크) – 3:15 (El Capitxn, Hueningkai, "Hitman" Bang, Andy Love, Danke, Gabriel Brandes, Matt Thomson, Max Lynedoch Graham, Ronnie Icon, Taehyun, Kim Seon-oh, 1월8일, Kim Bo-eun, Song Jae-kyung)
8. Frost – 3:15 (Ashton Casey, Gina Kushka, Jacob Manson, Yeonjun, Cho Yoon-kyung, "Hitman" Bang, Kim Bo-eun, Danke, Hwang In-chan)

Tracce aggiuntive di Chaos Chapter: Fight or Escape
1. Loser=Lover (LO$ER=LO♡ER) – 3:18 (Slow Rabbit, "Hitman" Bang, Andy Love, Lil 27 Club, Billy Walsh, Louis Bell, Daniel Caesar, Oneye, Yeonjun, Moa "Cazzi Opeia" Carlebecker, Alex Karlsson, Ronnie Icon, Hwang In-chan, Jung Jin-woo)

1. MOA Diary (Dubaddu Wari Wari) – 3:08 (Matt Thomson, Max Lynedoch Graham, Gabriel Brandes, Alex Karlsson, Taehyun, Big Hit Music, James F Reynolds, Beomgyu, Soobin, Yeonjun, Hueningkai)

1. 0X1=Lovesong (I Know I Love You)" (feat. Seori) (Emocore Mix) – 3:39 (Slow Rabbit, RM, Derek "Mod Sun" Smith, Andrew Migliore, Melanie Joy Fontana, "Hitman" Bang, Danke, Will Simms, Gabriel Brandes, Matt Thomson, Max Lynedoch Graham)

## Formazione
Gruppo
- Soobin – voce, testo e musica (tracce 4, 8)
- Yeonjun – voce, testo e musica (tracce 5-6, 8, 1)
- Beomgyu – voce, testo e musica (tracce 5-6, 8)
- Taehyun – voce, testo e musica (tracce 5-8)
- Hueningkai – voce, testo e musica (tracce 6-8), Produzione (traccia 7)

## Critica
L'album ha ricevuto recensioni positive dai critici musicali. Ha raggiunto un voto di 85 su 100 per quanto riguarda i critici musicali, sul sito di aggregazione di recensioni Album of the Year e su Metacritic, un altro sito di aggregazione di recensioni, l'album ha raggiunto un voto medio di 89 su 100 sempre da parte dei critici musicali, voto che indica "plauso universale".

## Successo commerciale
L'album ha spedito più di 700 000 copie, il doppio del loro precedente lavoro, ed è stato certificato oro dalla RIAJ per avere venduto 100 000 copie nel territorio giapponese dopo essersi classificato al numero 1 nella classifica musicale giapponese Oricon. Nell'agosto del 2021, è stato certificato triplo platino dalla KMCA per aver venduto 750 000 copie.

## Classifiche

### Classifiche settimanali
| Classifica (2021) | Posizione massima |
| ----------------- | ----------------- |
| Austria           | 7                 |
| Belgio (Fiandre)  | 17                |
| Belgio (Vallonia) | 31                |
| Canada            | 86                |
| Corea del Sud     | 1                 |
| Finlandia         | 20                |
| Germania          | 19                |
| Giappone          | 1                 |
| Italia            | 93                |
| Lituania          | 37                |
| Olanda            | 16                |
| Polonia           | 11                |
| Spagna            | 30                |
| Stati Uniti       | 5                 |
| Svezia            | 3                 |
| Svizzera          | 21                |
| Ungheria          | 20                |

### Classifiche di fine anno
| Classifica (2021) | Posizione | Posizione       |
| Classifica (2021) | Freeze    | Fight or Escape |
| ----------------- | --------- | --------------- |
| Corea del Sud     | 14        | 16              |
| Giappone          | 19        | —               |
| Stati Uniti       | 197       | —               |